# Police de l'époque d'Edo

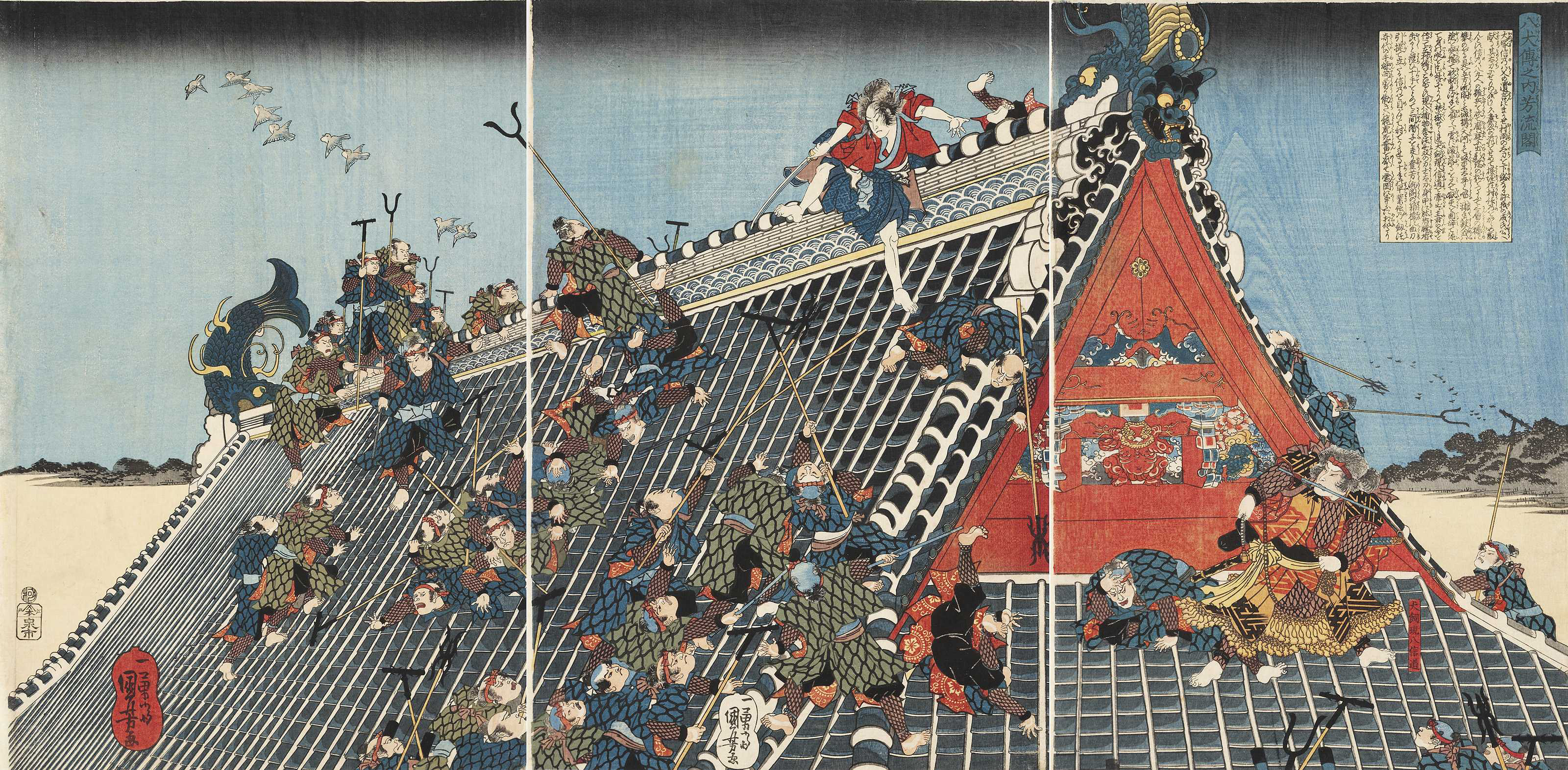
Estampe sur bois de l'époque d'Edo montrant des policiers portant des armures sous leur kimono, et utilisant jutte, sasumata, sodegarami et tsukubo pour capturer des criminels au sommet d'un toit.

Dans le Japon féodal, les guerriers individuels et les groupes de citoyens sont principalement responsables de l'auto-défense jusqu'à l'unification du pays par Tokugawa Ieyasu en 1603. Au cours de l'époque d'Edo (1603–1868), le shogunat Tokugawa forme un gouvernement féodal centralisé. Les samouraï qui protègent autrefois le Japon contre les ennemis extérieurs et se battent entre eux pour la suprématie et deviennent la nouvelle police et constituent les effectifs des forces de sécurité intérieure. Leur nouvel emploi consiste à assurer la paix civile, ce qu'ils accomplissent pendant plus de 250 ans.

## Armes

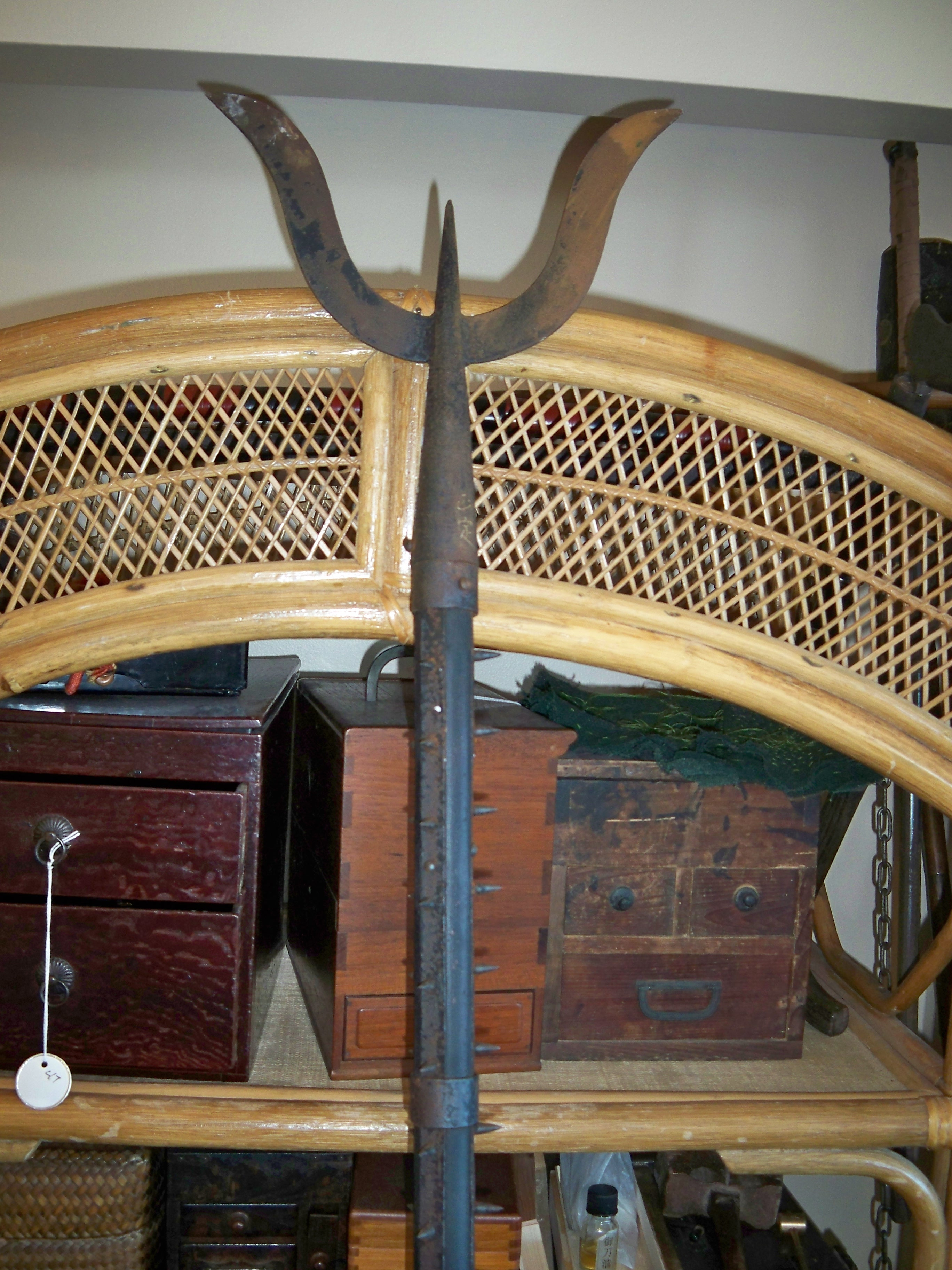
Sasumata
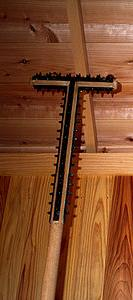
Tsukubo
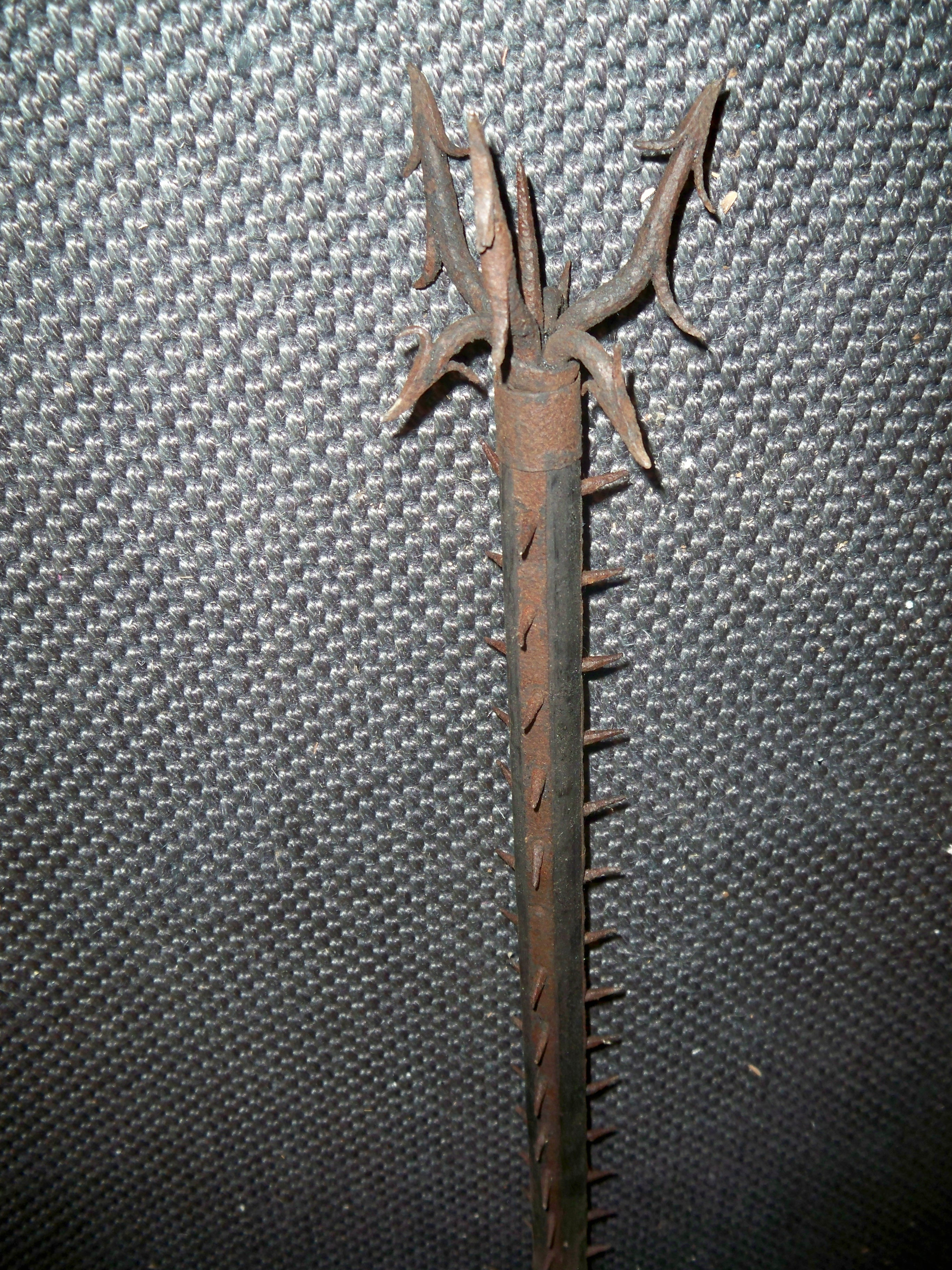
Sodegarami
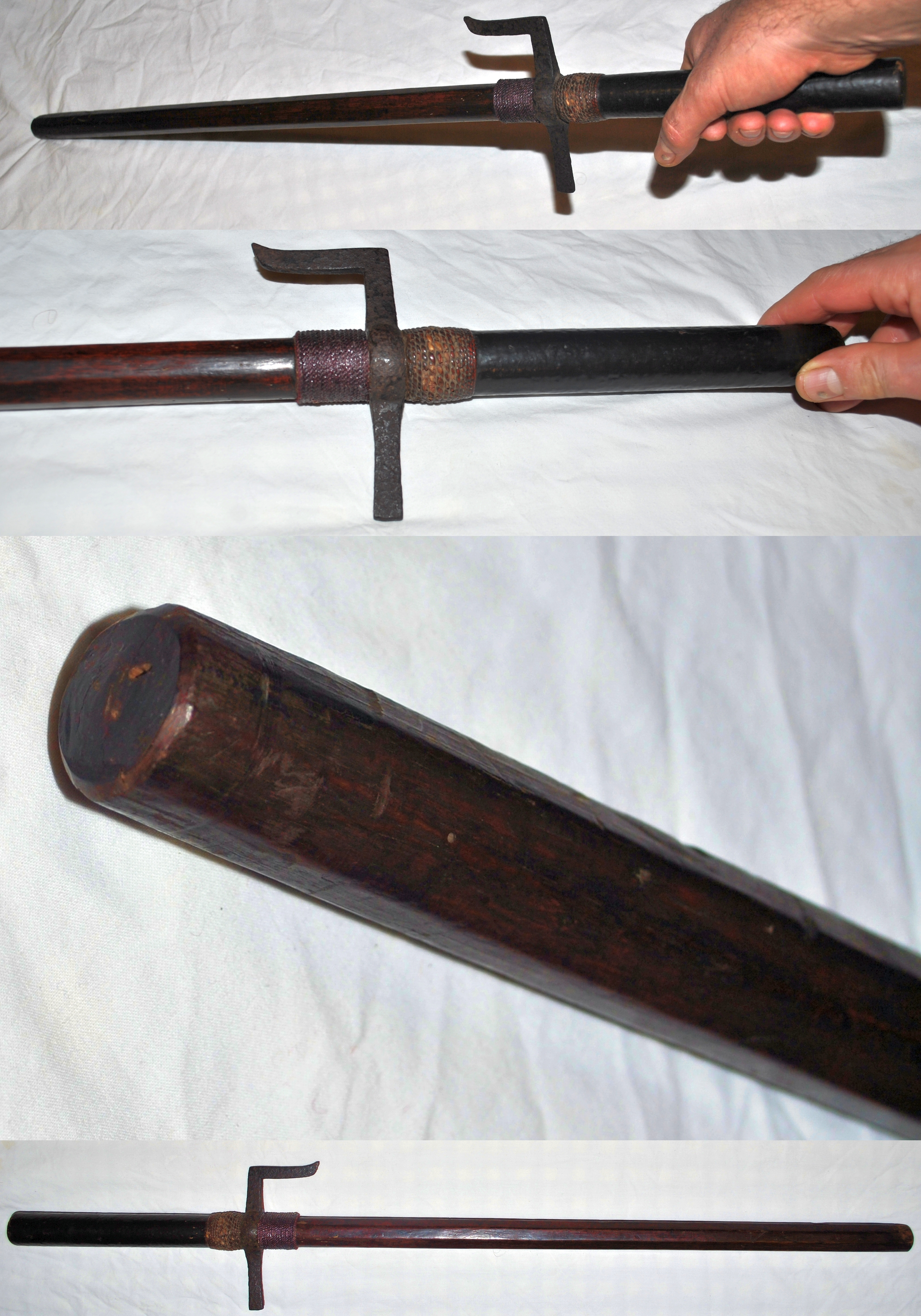
Jutte
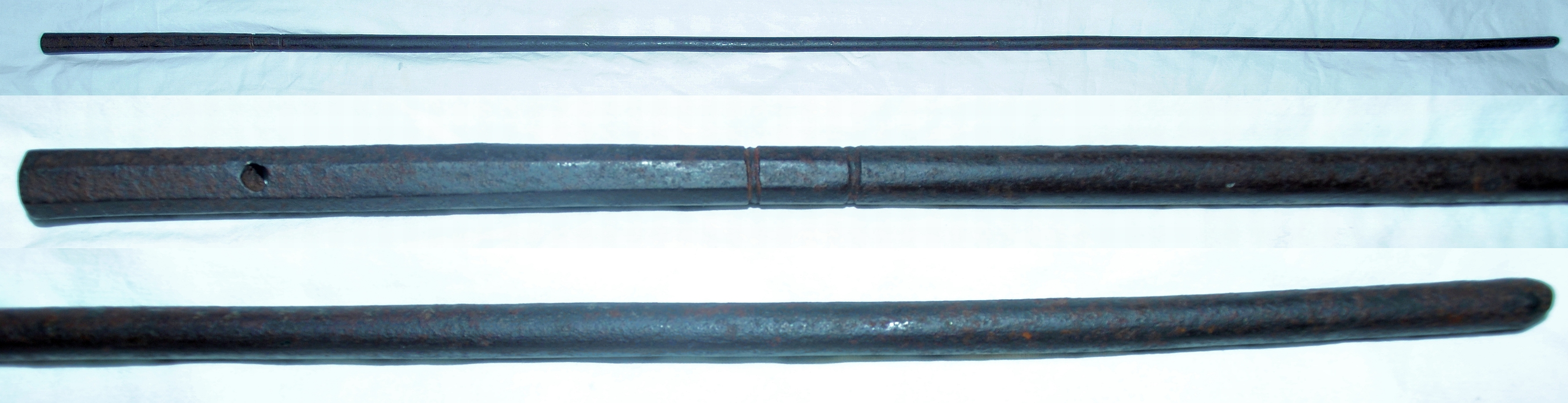
Kanamuchi
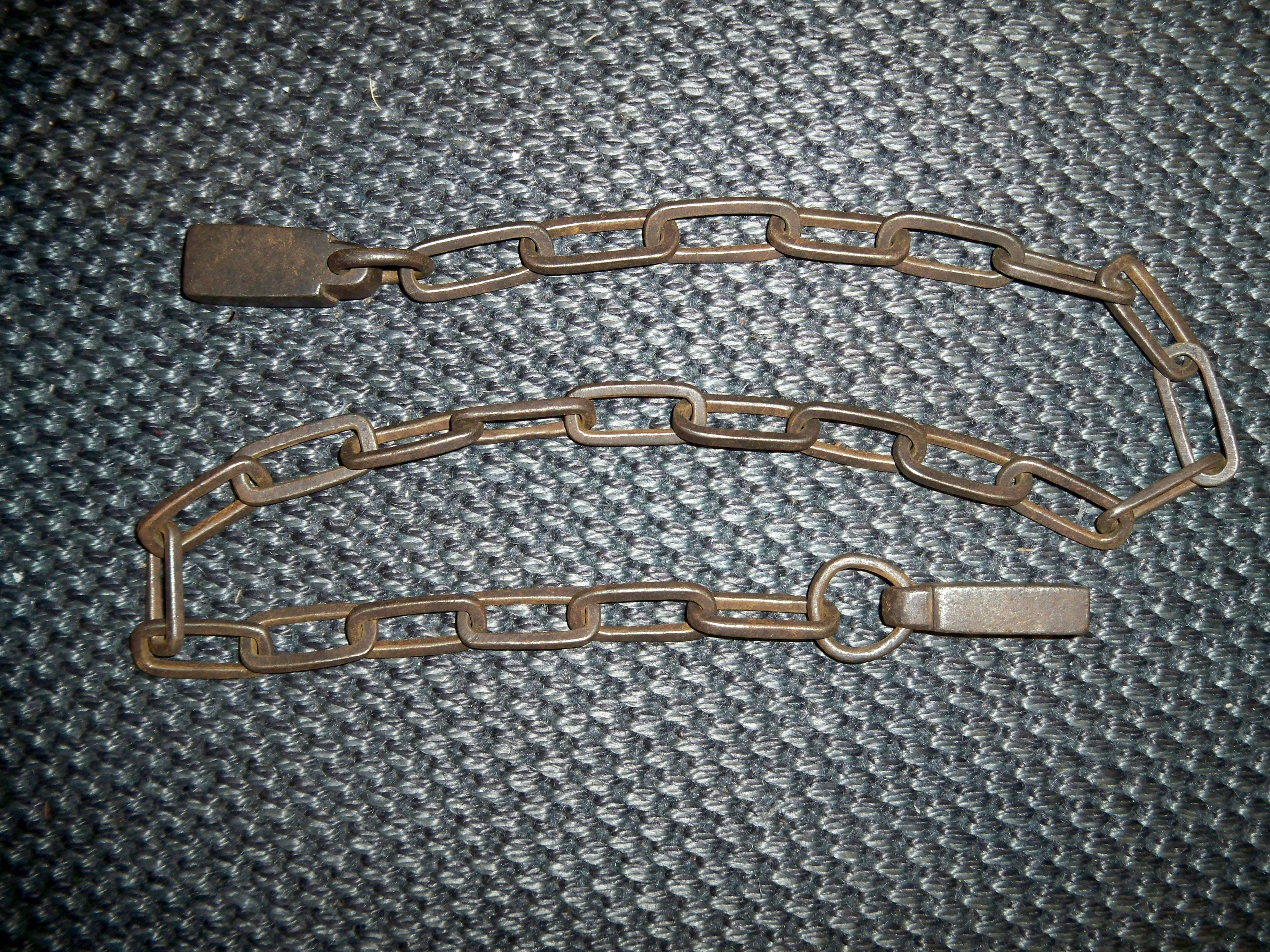
Kusari-fundo/manriki
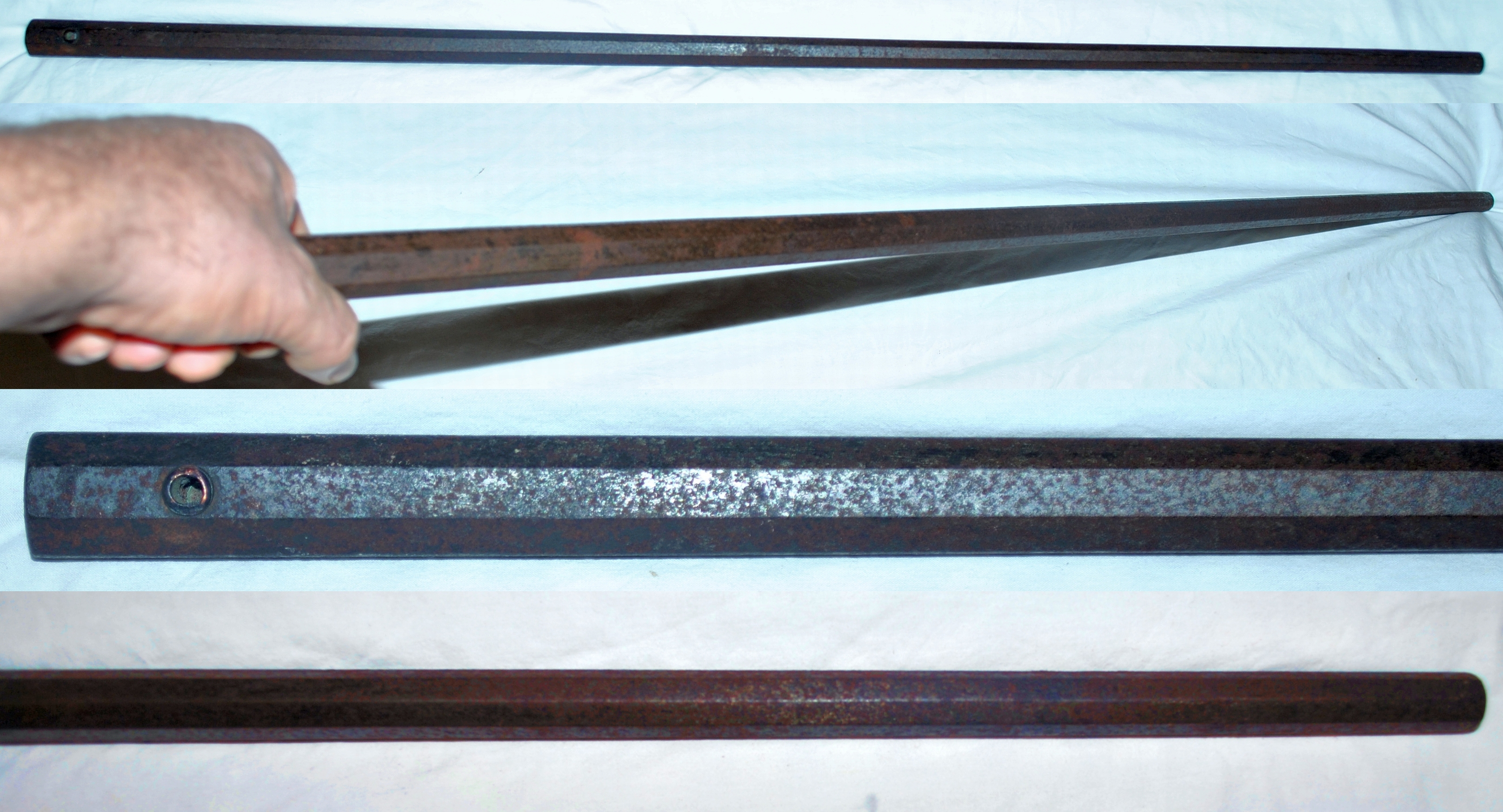
Kriko no bo/aribo